# Francesco Tricomi

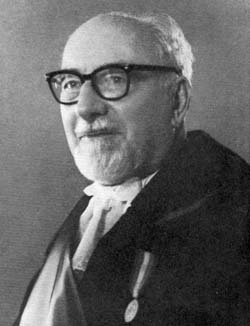
Francesco Giacomo Tricomi

Francesco Giacomo Tricomi (* 5. Mai 1897 in Neapel; † 21. November 1978 in Turin) war ein italienischer Mathematiker, der sich mit Analysis, speziell Differentialgleichungen beschäftigte.

## Leben und Wirken
Francesco Tricomi studierte in Bologna und Neapel, wo er 1918 sein Diplom erhielt. Danach war er Assistent von Francesco Severi zuerst in Padua und dann in Rom. 1925 war er in Florenz und schließlich an der Universität Turin, wo er den Analysis-Lehrstuhl bis zu seiner Emeritierung 1967 innehatte. 1943 bis 1945 und 1948 bis 1951 war er am Caltech am Bateman Manuscript Project unter Leitung von Arthur Erdélyi beteiligt.
Tricomi arbeitete auf vielen Gebieten der Analysis. Bekannt wurde er 1923 durch die Untersuchung der nach ihm benannten partiellen Differentialgleichung (vom „gemischten Typ“)
{\displaystyle \displaystyle u_{xx}=xu_{yy}}.
Sie fand beispielsweise Anwendung in der Theorie der Überschallströmungen. Auch ein Typ spezieller Funktionen ist nach ihm benannt. Er war auch an Mathematikgeschichte interessiert.
Tricomi war Mitglied der Accademia dei Lincei, die ihn 1961 mit einem Antonio-Feltrinelli-Preis auszeichnete, und der Turiner Akademie der Wissenschaften. Seit 1956 war er korrespondierendes Mitglied der Bayerischen Akademie der Wissenschaften. Er war Herausgeber der Zeitschrift Aequationes Mathematicae.
Der Asteroid (31189) Tricomi wurde am 28. März 2002 nach ihm benannt.

## Schriften
- Vorlesungen über Orthogonalreihen. Springer, Berlin, 1955 (italienisch 1948); zweite korrigierte Auflage 1970
- Integral Equations. Dover, New York, 1985, ISBN 0-486-64828-1.
- Differential Equations. Hafner, 1961.
- mit Carlo Ferrari: Transsonic Aerodynamics. Academic Press, New York, 1968 (italienisch 1962).
- Funzioni Analitiche. N. Zanichelli, Bologna, 1961.
- Funzioni ipergeometriche confluenti. Cremonese, Roma, 1955.
- Elliptische Funktionen. Geest & Portig, Berlin, (italienisch 1937).
- Lezioni di analisi matematica. CEDAM, 1965.
- Esercizi e complementi di analisi matematica. CEDAM, 1951.
- Equazioni a derivate parziali. Cremonese, Roma, 1957.
- mit A. Erdélyi, W. Magnus und F. Oberhettinger: Higher transcendental functions. 3 Bände, McGraw Hill, New York, 1953 sowie Tables of integral transforms. 2 Bände, McGraw Hill 1954, (Teil des Bateman Manuscript Project).
- La mia vita di matematico attraverso la cronistoria dei miei lavori (Bibliografia commentata 1916–1967). Padua 1967.